# Pithecia irrorata
Pithecia irrorata là một loài động vật có vú trong họ Pitheciidae, bộ Linh trưởng. Loài này được Gray mô tả năm 1842.
Chúng được tìm thấy ở phần phía tây Brazil, đông nam Peru và có thể bắc Bolivia.

## Hình ảnh

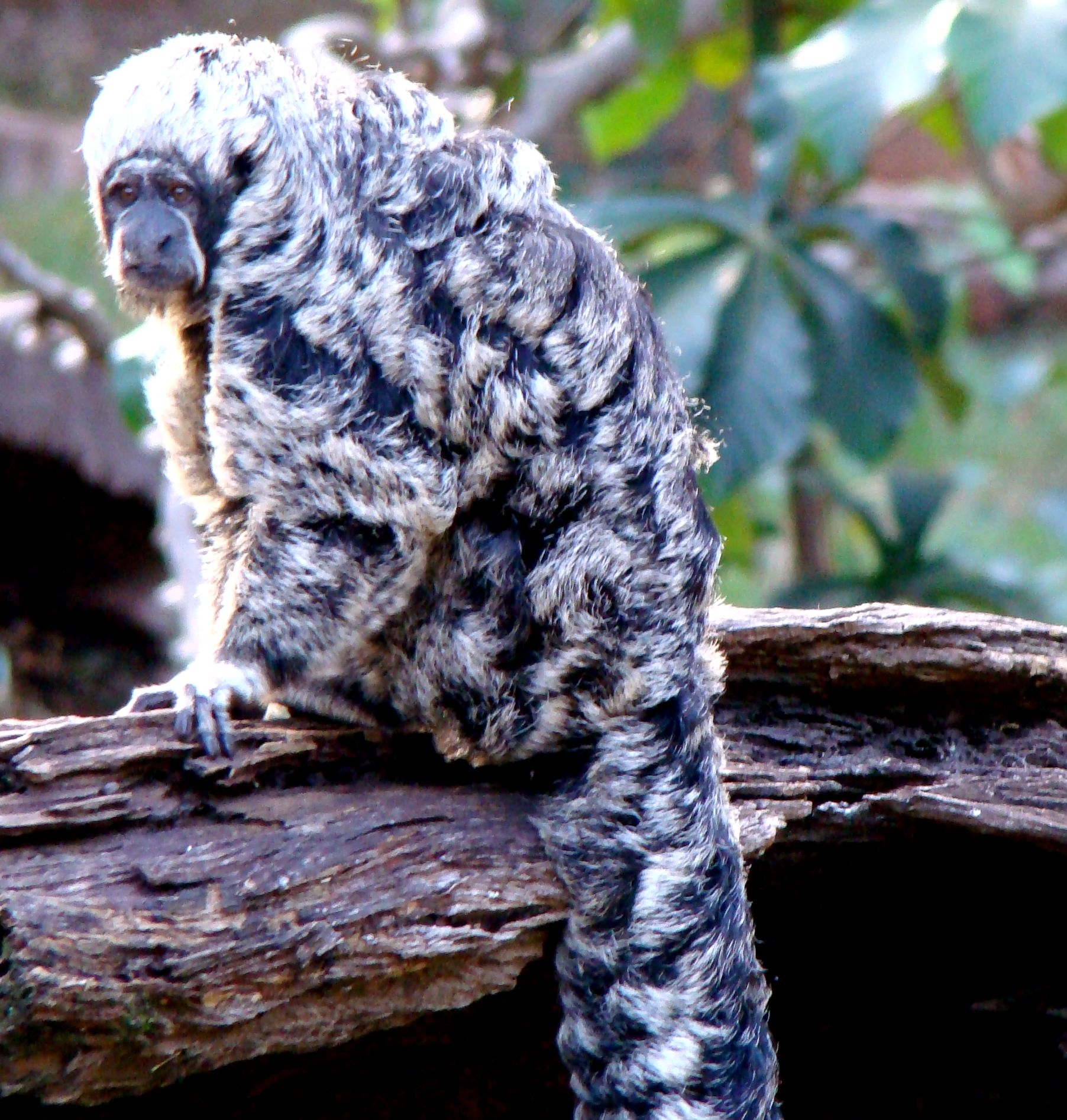
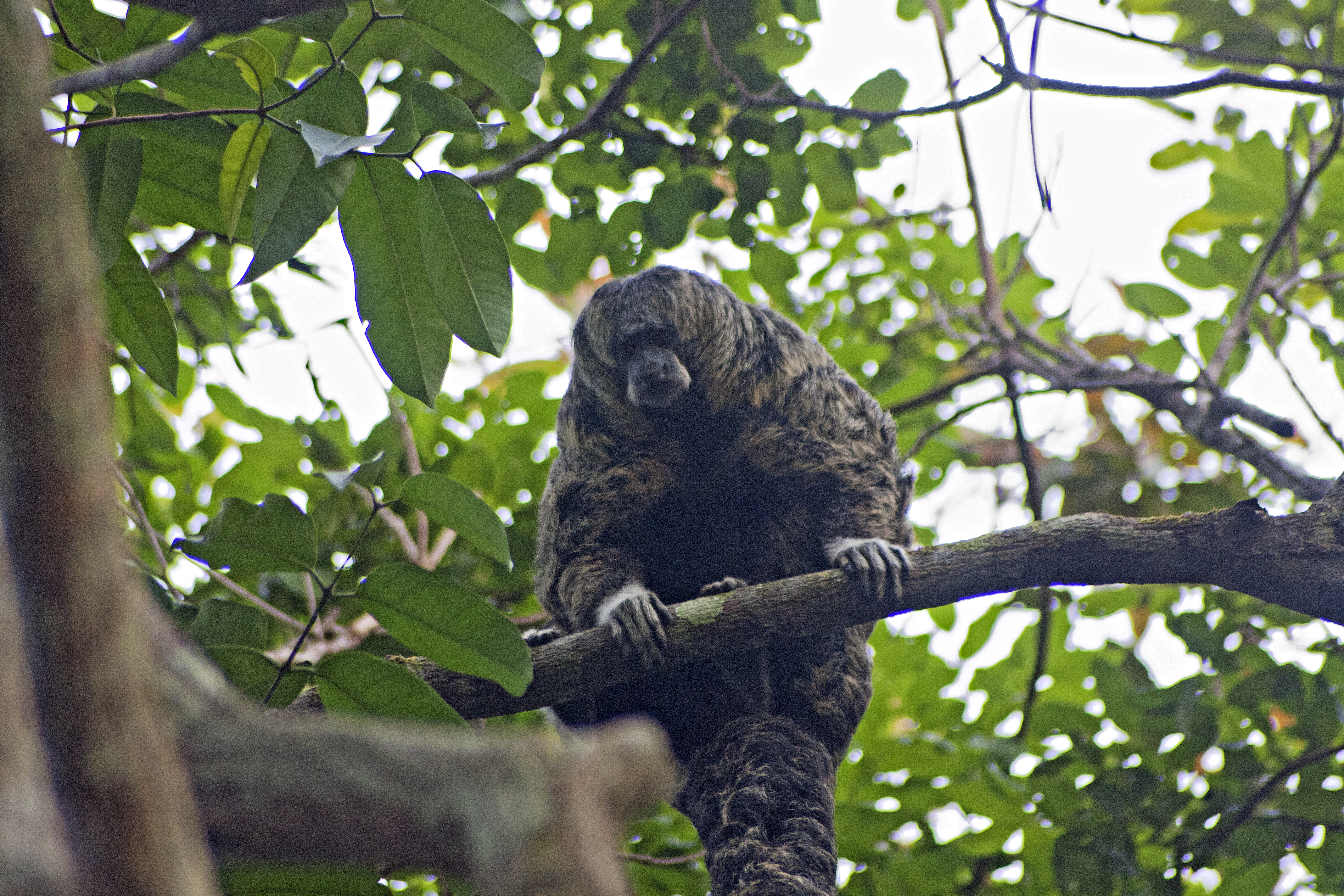
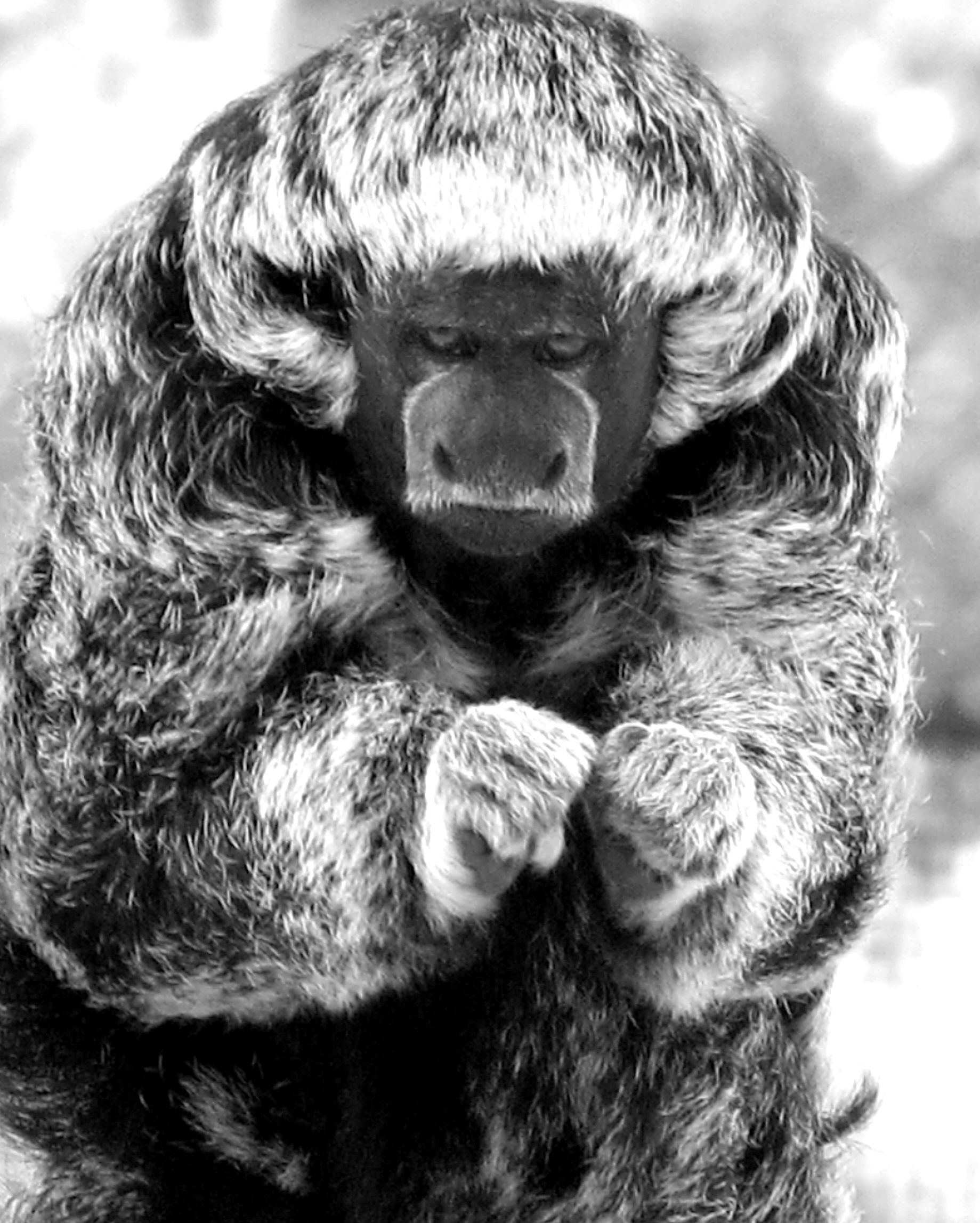
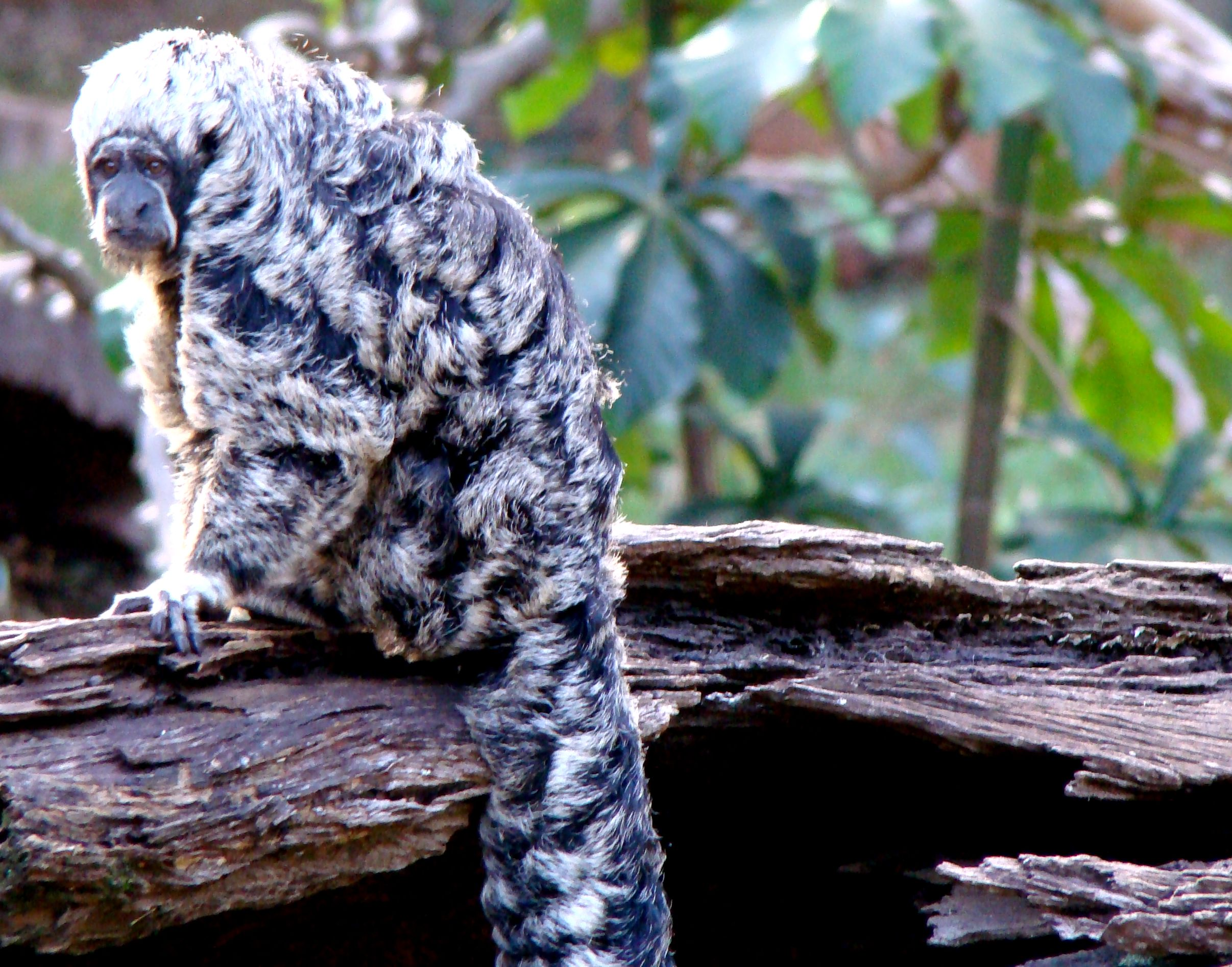